# List do ciebie (album)
List do ciebie – trzeci album zespołu muzycznego Dagadana. Wydawnictwo ukazało się 15 lutego 2014 roku nakładem samego zespołu w kooperacji z Narodowym Centrum Kultury i portalem Etnoteka.pl w dystrybucji Karrot Kommando. Za teksty na płycie zespołowi posłużyła poezja Janusza Różewicza.
Po raz pierwszy muzyka Dadadany do tekstów Janusza Różewicza została zaprezentowana podczas koncertu w Klubokawiarni Meskalina w Poznaniu, a następnie podczas występu na Wędrownym festiwalu „Kolory Polski” w Radomsku w lipcu 2012 roku, inicjatorem powstania tejże muzyki była Filharmonia Łódzka.
Płyta powstała w ramach Narodowego Programu Rozwoju Czytelnictwa 2014-2020. Nagrania były promowane teledyskiem do utworu tytułowego, który wyreżyserował Piotr Onopa.

## Lista utworów
Opracowano na podstawie materiału źródłowego.
| Nr  | Tytuł utworu             | Długość |
| --- | ------------------------ | ------- |
| 1.  | „Sen”                    | 3:36    |
| 2.  | „Dzień taki szary”       | 3:17    |
| 3.  | „List do ciebie”         | 3:48    |
| 4.  | „Tęsknię”                | 3:45    |
| 5.  | „Kino”                   | 3:16    |
| 6.  | „Paryż”                  | 4:33    |
| 7.  | „Kartka dla nieznajomej” | 3:48    |
| 8.  | „Karnawał”               | 3:56    |
| 9.  | „Konstantynopol”         | 3:16    |
| 10. | „W kajucie”              | 4:59    |
| 11. | „Kino (outro)”           | 2:17    |
|     |                          | 40:31   |

## Twórcy
Opracowano na podstawie materiału źródłowego.
| - Marcin Pospieszalski – gitara basowa (1), instrumenty perkusyjne (11), produkcja muzyczna - Mikołaj Pospieszalski – gitara basowa, kontrabas, wokal - Frank Parker – perkusja, wokal - Daga Gregorowicz – instrumenty elektroniczne, wokal - Dana Wynnycka – instrumenty klawiszowe, wokal |  | - Leszek Kamiński – mastering - Marcin Gajko – miksowanie - Kapłani i bracia zakonni Wspólnoty Paulistów z Częstochowy – wokal (5, 11) - Lidia Pospieszalska - gościnnie wokal |